# Surányi Ibolya (előadóművész)
Surányi Ibolya (férjezett nevén Fábri Ervinné) (Budapest, 1928. március 3. – 2010. szeptember 28.) előadóművész, versmondó, irodalmi szerkesztő. Az 1950-es évektől nagy sikerű versestek összeállítója, előadója, 1957-től az Egyetemi Színpad irodalmi műsorainak gondozója. Sok pályája elején álló színészt nyert meg a szavalás ügyének. Fábri Péter költő, író, dramaturg édesanyja.

## Élete
1946 és ’52 között az Eötvös Loránd Tudományegyetem Bölcsészettudományi Karának volt hallgatója. A szavalás művészetét Ascher Oszkártól sajátította el.
1952-től az ELTE irodalmi tanszékén verstani előadó volt. Létrehozta az Egyetemi Szavalókört (az 1970-es években Balassi Bálintról nevezték el), mellette szerkesztő volt a Magyar Rádió irodalmi osztályán is. Több önálló estje volt már ebben az időben (Balassi Bálint, magyar gyermekversek, lengyel kortárs írók).
1957-ben az akkor megalakult Egyetemi Színpad irodalmi műsorainak szerkesztőjévé nevezték ki. Az ő kezdeményezésére (és összeállításban) kezdett Ady-verseket szavalni Latinovits Zoltán, sok fiatal költőt, előadóművészt fedezett fel. Megszólalási lehetőséget biztosított az aktuális művelődéspolitika által nem kedvelt alkotóknak is (vö. TTT). Az általa létrehozott produkciók az 1960-as évek budapesti művészeti életének legizgalmasabb előadásai közé tartoztak. Az itt folytatott munkájával párhuzamosan, 1963 és ’70 között a Magyar Televízióban szerkesztette a Költészet c. műsort. 1974 áprilisában Vers-színpad címmel indított új rádióműsort.
Az 1970-es évek közepén eltávolították az Egyetemi Színpadról, újra tanított: a fonetika tanszéken versmondás-elemzést adott elő. 1985-ben nyugdíjazták, ezután idegenvezetőként dolgozott.

## Irodalmi estjei
- Árad tiszta fénnyel. Ünnepi műsor Lenin születésének évfordulójára (többekkel, 1958)
- Békési versek (önálló est)
- Én bús szívem vidámsága (önálló est)
- A föld ébresztése. Magyar írók a nagy októberi szocialista forradalomról (többekkel, 1957)
- Idvezlégy én fejedelmem (önálló est)
- Majakovszkij-est (többekkel, 1958)
- A „Nagyvilág” irodalmi estje (többekkel, 1957)
- Nyugat-est. A Nyugat megjelenésének 50. évfordulója alkalmából (többekkel, 1958)
- Párbeszéd József Attilával (többekkel, szerkesztő Györe Imre, 1964)
- Tarka lepke, kis mese. Nagy költők – kis gyermekeknek (Jancsó Adrienne-nel, (Schwott Lajossal és Sándor Károllyal) 1959;[2] Schwott Lajossal, 1968[3])
- Új tavaszi seregszemle (többekkel, 1957)
- Vándor-móka (szerkesztő, 1978)
- Walt Whitman–Mark Twain–Edgar Allan Poe-est (többekkel, 1959)

## Diszkográfia
- Fazekas Anna: Öreg néne őzikéje (MHV, SP, 1959)
- La Fontaine: A tücsök és a hangya (MHV, SP, 1959)

## Könyvek
- Kilián György kulturális és sportünnepségek. A budapesti ifjúság seregszemléje. Műsortanácsadó színjátszócsoportok, énekkarok és szavalók részére; színdarabok, énekkari művek összeáll. Népművészeti Intézet, versek összeáll. Surányi Ibolya; Nyomdaipari Tanulóintézet Nyomda, Bp., 1956
- Surányi Ibolya–Nagy Miklós: Magyar verstan. Az 1954-55-i jegyzet lényegében változatlan kiadása; ELTE BTK, Bp., 1958
- Latinovits Zoltán: Verset mondok (szerkesztő) Budapest, 1978. Népművelési Propaganda Iroda ISBN 9635623364 (számos későbbi kiadásban is)